# Smučišče Brezovica, Kosovo
Smučišče Brezovica je gorsko letovišče in središče zimskega turizma na Kosovu. Leži na pobočjih gorovja Šar. Smučišče je pozimi priljubljen kraj za smučanje in deskanje na snegu, poleti pa za pohodništvo, gorsko kolesarjenje ter golf.

## Zgodovina
Smučišče Brezovica je bilo ustanovljeno leta 1954. Smučišče leži na severnem in severozahodnem pobočju narodnega parka Šar. V osemdesetih in devetdesetih letih je smučišče gostilo številne mednarodne smučarske prireditve, te pa so prinesle turistični razvoj.
Smučišče je bilo predvideno kot rezervno prizorišče smuka na zimskih olimpijskih igrah v Sarajevu leta 1984.
Leta 2018 je največ turistov prihajalo s Kosova in Albanije.

## Galerija slik
- Vrh smučišča Brezovica
- Vlečnica na smučišču Brezovica
- Vlečnica na smučišču Brezovica
- Sedežnica
- Smučanje po poti
- Deskanje na snegu